# Coppa Italia Dilettanti 1986-1987
La Coppa Italia Dilettanti 1986-1987 è stata la 21ª edizione di questa competizione calcistica italiana. È stata disputata con la formula dell'eliminazione diretta ed è stata vinta dall'Avezzano.
Dopo l'entrata in vigore della Legge n. 91 del 23 marzo 1981 che ha abolito il calcio semiprofessionistico, le squadre del Campionato Interregionale (5º livello nazionale, primo dilettantistico) partecipano a questa coppa, assieme a quelle di Promozione (1º livello regionale, 6º nazionale). Il torneo viene diviso in due "binari" per le due categorie con assegnazione delle rispettive Coppe Italia. Le due vincitrici si affrontano poi per l'assegnazione della Coppa Italia Dilettanti.
L'edizione, come detto sopra, è stata vinta dall'Avezzano, che superò in finale, in un derby abruzzese, il Chieti; le finaliste sconfitte delle due coppe furono Seregno (Interregionale) e Verbano (Promozione), ambedue compagini lombarde.

## Formula

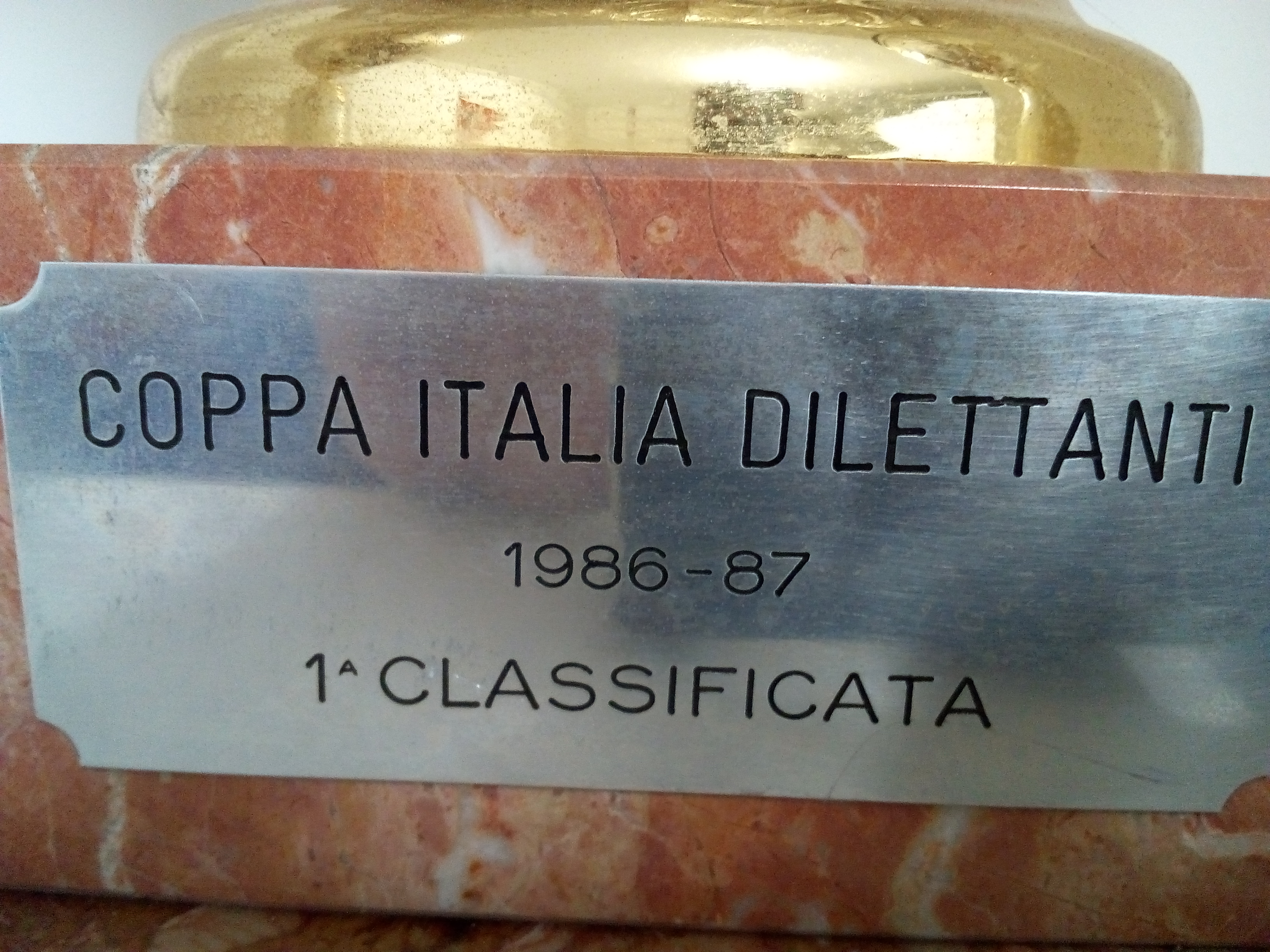
Targa della coppa

Fino alla edizione 1984-85, le squadre di Interregionale e Promozione disputavano una fase eliminatoria separata fra le due categorie, riunendosi poi per i quarti di finale.
Dal 1985 le squadre delle due categorie (Campionato Interregionale 1986-1987 e Promozione 1986-1987) disputano due coppe diverse con assegnazione delle rispettive Coppe Italia di settore. Le due vincenti si affrontano poi nella finale per la Coppa Italia Dilettanti.

## Partecipanti
Alla finale giungono le vincitrici della fase Interregionale e della fase Promozione.
| Torneo              | Squadra  | Città (provincia) | Posizione in campionato            |
| ------------------- | -------- | ----------------- | ---------------------------------- |
| fase Interregionale | Chieti   | Chieti            | 1º nel girone H del Interregionale |
| fase Promozione     | Avezzano | Avezzano (AQ)     | 1º nel girone A del Abruzzo        |

### Il cammino delle finaliste
```
Fase Interregionale

PRIMO TURNO:

Chieti
-
Pro Vasto
              3-0 3-1

SECONDO TURNO:

Pineto
-
Chieti
                 1-3

Chieti
-
Monturanese
            7-0

OTTAVI:

Chieti
-
Gubbio
                 1-0 1-0

QUARTI:

Chieti
-
Manfredonia
            3-0 2-2

SEMIFINALI:

Chieti
-
Valdagno
               2-0 2-1

FINALE

Chieti
-
Seregno
                2-0 1-3 
(
gfc
)
```

```
Fase Promozione

PRIMO TURNO:

Avezzano
-Scaloriver Chieti     1-0 2-1

SECONDO TURNO:

Avezzano
-Julia Spello          2-1 2-1

TERZO TURNO:

Avezzano
-
Anzio
                 4-1 3-3

SEDICESIMI:

Avezzano
-
Gualdo
                1-0 2-2

OTTAVI:

Avezzano
-
Sangiuseppese
         1-1 1-1 
(
dtr
)

QUARTI:

Avezzano
-Fisciano              3-0 1-1

SEMIFINALI:

Avezzano
-Alpilatte Zanè        1-1 1-0

FINALE

Avezzano
-Verbano               2-1 2-1
```

## Finale
| Arbitro: | Mughetti (Cesena) |

| |            | |
| Maurizio Coppola 12’ Maurizio Patanè 120’ | Marcatori  | 37’ Genovasi |
| · Cirello · Plati · Ruscitti · Del Pinto · Di Domenico · Patanè · 91’ Coppola · Alosa · 46’ Spina · Ravioli · Coletta · A disposizione: · 46’ Vinardo · 91’ Isidori | Formazioni | · Di Lello · Mattioli · Petrelli 46’ · Valà · F. Paolini · Genovasi · Gialloreto 91’ · Cardaccia · Fiaschi · Ilari · Sgherri · A disposizione: · De Bellis 46’ · Borrelli 91’ |
| Nobili | Allenatori | Orazi |